# انفوزوئر
انفوزوئر، (Infusoria) یک اصطلاح کلی برای اشاره به جانداران آبزی کوچک، مانند مژک‌داران، اوگلنا، پروتوزوئا، جلبک‌های تک‌سلولی و بی‌مهرگان کوچکی است که در آبگیرها و حوضچه‌های آب شیرین وجود دارند. برخی از نویسندگان (به‌عنوان مثال، بوتشلی) از اصطلاح انفوزوئر به‌عنوان مترادفی برای مژک‌داران استفاده کرده‌اند اما در طبقه‌بندی‌های رسمی نوین، اصطلاح انفوزوئر، منسوخ تلقی می‌شود. میکروارگانیسم‌هایی که قبلاً در انفوزوئرها گنجانده شده‌اند، در طبقه‌بندی‌های کنونی، عمدتاً به سلسلهٔ آغازیان اختصاص دارند.

## کاربرد در آکواریوم
انفوزوئرها توسط صاحبان آکواریوم برای تغذیه بچه ماهی‌ها استفاده می‌شود. بسیاری از آکواریوم‌های خانگی به‌طور طبیعی قادر به تأمین انفوزوئر کافی برای پرورش ماهی نیستند و دارندگان آکواریوم، ممکن است به تولید یا خرید انفوزوئرها برای تغذیهٔ ماهی‌های خود روی بیاورند. انفوزوئرها را می‌توان با خیساندن مواد در حال تجزیه و پوسیدگی با منشأ آلی یا گیاهی، مانند پوست پاپایا، در یک شیشه آب کهنه کشت داد. بسته به دما و نور دریافتی ظرف، تکثیر انفوزوئرها، پس از دو تا سه روز، آغاز می‌شود.
آب مخزن تولید، ابتدا کدر می‌شود، اما انفوزوئرها با خوردن باکتری‌های عامل تیرگی آب، باعث شفاف شدن آب می‌شوند. در این مرحله، انفوزوئرها آمادهٔ مصرف شده و معمولاً با چشم غیرمسلح به صورت لکه‌های کوچک و سفیدی که در ظرف شنا می‌کنند قابل مشاهده‌اند.